# Sztuka operacyjna
Sztuka operacyjna – dział sztuki wojennej obejmujący teorię i praktykę przygotowania i prowadzenia operacji przez zgrupowania wojsk, ukierunkowanych na osiągnięcie celu strategicznego na określonym obszarze działań; to teoria i praktyka przygotowania państwa (koalicji) i sił zbrojnych do wojny oraz wykorzystania w czasie działań wojennych materialnych, moralnych i militarnych możliwości do realizacji celów i zadań nakreślonych przez politykę państwa oraz kierowanie prowadzonymi działaniami.
Jako teoria bada operacje i wykrywa ich prawidłowości, stanowiące podstawę formułowania hipotez i zasad praktycznego działania, a jako praktyka wyraża się w przygotowaniu i prowadzeniu operacji, w tym pierwszej operacji.

## Charakterystyka sztuki operacyjnej
Sztuka operacyjna jest najmłodszym działem sztuki wojennej. Mimo że jej teoretyczne założenia sięgają początków XX wieku, korzeniami sięga wojen napoleońskich, wojny prusko-francuskiej oraz I wojny światowej. Przedmiotem badań sztuki operacyjnej jest operacja.
Sztuka operacyjna w wymiarze teoretycznym (naukowym) zajmuje się problemami przygotowania i prowadzenia operacji, bada operacje dla wykrycia i określenia ich prawidłowości, pozwalających na formułowanie odpowiednich hipotez, praw i zasad. W wymiarze praktycznym obejmuje działalność dowództw poziomu operacyjnego. Weryfikacja teoretycznych wyników badań, ale też wnioski z praktycznych doświadczeń służą kolejnym wyzwaniom teoretycznym.

Poziom operacyjny stanowi ogniwo łączące taktyczne użycie wojsk z politycznymi i militarnymi celami strategicznymi. Na tym poziomie kieruje się  rozmieszczeniem sił, ich użyciem lub wycofaniem z operacji połączonej oraz zorganizowaniem bitew i głównych operacji. Dowódca operacyjny planuje rozmieszczenie sił i środków różnych rodzajów sił zbrojnych i wojsk oraz łączy je w spójną zadaniowo całość w obszarze prowadzonej operacji. Stąd działania operacyjne są z założenia działaniami połączonymi. Dowódca poziomu operacyjnego musi opracować plan, w którym powinien określić ścieżkę dojścia do celu wyznaczonego przez dowódcę
strategicznego i tak uzgodnić działania zmierzające do osiągnięcia celów taktycznych, by służyły realizacji wyznaczonego zadania. 
Początki sztuki operacyjnej
Termin „operacja” w słownictwie wojskowym pojawił się już w XVII wieku. Wtedy rozumiano operację przede wszystkim jako działalność bojową armii w ogóle. Dopiero Henry Lloyd uznał, że operacji wojennych nie należy przyjmować li tylko jako działań wojennych, ale jako określoną formę działań prowadzonych przez samodzielne zgrupowania. Według Lloyda istotę operacji stanowiło działanie wzdłuż linii operacyjnej, stworzenie zagrożenia dla wojsk przeciwnika i zmuszenie go do wycofania z określonego obszaru bez walki. 
Henryk Bülow ujednolicił terminologię związaną z operacją. Rozpatrywał  też różne warianty planowania i prowadzenia operacji. Głosił, że opanowanie matematyki, sztuki fortyfikacji, geografii i topografii, pozwoli zaplanować i przeprowadzić wszelkie operacje z geometryczną wręcz dokładnością. Antoine-Henri Jomini za podstawę sprawnego działania  uznał linie operacyjne. Nieco inne podejście reprezentował Carl von Clausewitz. W sztuce wojennej eksponował on właśnie sztukę, a nie, opartą na geometrycznych wykresach, naukę.
Poglądy Lloyda i Bülowa częściowo wykorzystał Napoleon. Różnica polegała na tym, że wszelkie manewry służyły mu do stoczenia rozstrzygającej bitwy. Napoleon traktował dowodzenie operacjami, jako właściwą strefę kształtowania bitew i tworzył zgrupowania zdolne do samodzielnego operowania na polu walki. Bitwa nie stanowiła integralnej części operacji. Istotą tak rozumianej operacji był manewr, mający doprowadzić do narzucenia przeciwnikowi bitwy. Sama bitwa stanowić miała końcową fazę wojny, a nie operacji.
Za właściwego prekursora współczesnej sztuki operacyjnej uznaje się Helmutha von Moltke. Doszedł on do wniosku, że manewr i bitwa stanowią integralną całość, są od siebie współzależne i wzajemnie się uzupełniają, a w skład operacji wchodzi wszystko to, co wojska wykonują od ich ześrodkowania w rejonach wyjściowych, aż do osiągnięcia określonego celu. Każda operacja winna zakończyć się bitwą. Pruska szkoła wojenna, jako pierwsza, uruchomiła procedurę planowania operacyjnego.
Sztuka operacyjna Układu Warszawskiego
Radzieckie rozumienie operacji zakładało, że sztuka operacyjna jest bezpośrednio podporządkowana strategii, a podstawowe problemy operacyjne muszą być spójne z rozwiązaniami strategicznymi.
To strategia określała cele i zadania operacyjne. Przez „operację” rozumiano: zespół walk, bitew, uderzeń ogniowych i manewrów toczonych lub wykonywanych na lądzie, w powietrzu i na morzu, przez związki operacyjne (zgrupowania operacyjne) różnych rodzajów wojsk i sil zbrojnych, połączonych wspólną myślą przewodnią (zamiar walki, operacji), prowadzonych pod jednym kierownictwem, dla doprowadzenia do osiągnięcia celu operacji (bitwy) lub celu strategicznego, co wymaga uzgodnionego wysiłku i ścisłego współdziałania rodzajów sił zbrojnych i wojsk.

 Podobnie formułowali definicję ówcześni polscy teoretycy wojskowości. Każdy z nich dostrzegał kompozycję trzech głównych elementów operacji: ognia, uderzenia i manewru. Dowodzenie w operacji miało polegać na przygotowaniu, stoczeniu i pomyślnym rozstrzygnięciu szeregu bitew i walk, doprowadzających w ostatecznym wyniku do osiągnięcia jej celu.
Sztuka operacyjna w nowych uwarunkowaniach geopolitycznych
Lata dziewięćdziesiąte w rozwoju teorii operacji przyniosły pewne modyfikacje i nowe podejście, wynikające ze zmiany uwarunkowań geopolitycznych. Pojawiła się koncepcja obrony manewrowej, nawiązująca do przedwojennej teorii obrony operacyjnej. Przyjęta przez Polskę doktryna obronna przewidywała prowadzenie „strategicznej operacji obronnej”, której istota polegała na dążeniu do zachowania sprawnego systemu kierowania państwem i siłami zbrojnymi i możliwością pełnego rozwinięcia mobilizacyjnego i operacyjnego sił zbrojnych, zorganizowania i utrzymania skutecznej osłony i obrony najważniejszych obiektów cywilnych i wojskowych, utrzymania ważnych obszarów i zmuszenia przeciwnika do odstąpienia od podjętego zamiaru. Istota i cel samej obrony w zasadzie nie uległy większym zmianom, ale przewartościowania nastąpiły w strukturze operacyjnego obszaru obrony i w wyróżnianych etapach prowadzenia operacji. Dotychczasowe strefy i rubieże zastąpiono obszarami, a operację wstępną, działania w taktycznej strefie i działania w głębi, ustąpiły miejsca działaniom: głębokim, bezpośrednim i tyłowym.
Współczesna sztuka operacyjna
Przebieg współczesnych konfliktów zbrojnych pokazuje, że wyłamują się one coraz bardziej z clausewitzowskiej teorii osiągania celu wojny. Coraz mniejsze znaczenie w rozwiązywaniu sytuacji kryzysowych mają „ciężkie operacje wojenne”. Nie jest zatem zasadne rozwijanie teorii operacji obronnych i zaczepnych, ponieważ współczesny konflikt nie będzie raczej wymagał zajmowania i utrzymywania terytorium przeciwnika. Nie będzie też konieczne rozbicie przeciwnika w „walnej” bitwie. Warunkiem wystarczającym zwycięstwa jest coraz częściej pozbawienie przeciwnika woli walki. Coraz częściej środek ciężkości w większym niż dotychczas stopniu, stanowią czynniki społeczne oraz ekonomiczne, które w pierwszej kolejności mogą się stać obiektami walki zbrojnej.
Postępująca integracja wysiłków rodzajów sił zbrojnych, nadaje właściwie każdej operacji wymiar połączony. Kryterium połączoności operacji, oparte na pochodzeniu poszczególnych komponentów zgrupowania operacyjnego, ma współcześnie coraz bardziej administracyjny charakter. Poszczególne rodzaje sił zbrojnych posiadają możliwości prowadzenia samodzielnych działań w kilku środowiskach walki jednocześnie.
Zmniejsza się również wielkość sił zaangażowanych w operacji. O zjawisku działań operacyjnych zaczyna mówić się określając ich cel, nie wielkości zaangażowanych sił. Angażując niewielkie siły w misji poza granicami kraju, które realizują cele jak najbardziej strategiczne. Skala zaangażowanych sił nie powinna stanowić kryterium wyróżniania poziomu operacyjnego. Podstawowym kryterium wyróżniającym poziom operacyjny powinny być realizowane zadania i ich wpływ na cel główny. Komponenty rodzajów sił zbrojnych realizują zadania operacyjne, ale nie prowadzą operacji.
U schyłku XX wieku pojawiło się wiele nowych cech  operacji. Są to wielowymiarowość, integracja działań, precyzyjność, nieliniowość, równoczesność i ogniskowość. Wymieniane są też: złożoność, wielośrodowiskowy wymiar, asymetryczność, wielokulturowość itd.
O przyszłej operacji decydować będzie siła rozstrzygająca, a nie miażdżąca. Przyszłe operacje będą walką o informację i środki informacji. Jednak teoretycy wojskowości przestrzegają: Siły nie da się zastąpić informacją - najpotężniejszy komputer w świecie nie zastąpi dobrze uzbrojonej i dobrze wyszkolonej armii, rozmieszczonej na odpowiednim obszarze i w odpowiednim czasie,  samoloty nie latają w cyberprzestrzeni, a wojska lądowe nie posuwają się autostradą informacyjną.

## Podział sztuki operacyjnej
- Podstawy sztuki operacyjnej
- Teoria operacji: 
usystematyzowana wiedza dotycząca ogólnych zasad i prawidłowości przygotowania i prowadzenia walki zbrojnej w wymiarze operacyjnym. Są to teoretyczne założenia prowadzenia wszelkich operacji, wypracowane na podstawie wieloletnich doświadczeń z wojen i konfliktów lokalnych, a także wniosków z ćwiczeń. Zawarte są w nich również określone założenia, wynikające z prognozowanych, hipotetycznych kierunków rozwoju form, metod i sposobów walki zbrojnej[14]
  - Podstawy teorii operacji
  - Teoria rodzajów operacji
    - Teoria operacji pokojowych
    - Teoria operacji reagowania kryzysowego
    - Teoria operacji wojennych